# Ailsastra heteractis
Ailsastra heteractis är en sjöstjärneart som först beskrevs av Hubert Lyman Clark 1938.  Ailsastra heteractis ingår i släktet Ailsastra och familjen Asterinidae. Inga underarter finns listade i Catalogue of Life.